# Hang On to Yourself
"Hang On to Yourself" es una canción escrita por el músico británico David Bowie en 1971 y publicada como sencillo junto con su banda Arnold Corns. Una versión regrabada en noviembre de 1971 en los Trident Studios en Londres, fue publicada en el álbum The Rise and Fall of Ziggy Stardust and the Spiders from Mars. La melodía principal es representativo de la influencia del glam rock.

## Versiones en vivo
- El 16 de mayo de 1972, Bowie grabó «Hang On to Yourself» para el programa de radio de la BBC Sounds of the 70s, presentando por John Peel; las sesiones fueron transmitidas una semana después.[2] En 2000, está grabación fue publicada en el álbum compilatorio Bowie at the Beeb.[3]
- Otra versión en vivo grabada en el Santa Monica Civic Auditorium el 20 de octubre de 1972 fue publicado en Rarestonebowie y Live Santa Monica '72.[4]
- Una versión grabada en el Hammersmith Odeon en Londres, el 3 de julio de 1973 fue publicada en Ziggy Stardust: The Motion Picture en 1983.[5]
- Actuaciones de la gira The Stage han sido publicadas en Stage (1978) y Welcome to the Blackout (Live London '78) (2018).[6][7]
- Una versión grabada en noviembre de 2003 durante la gira de A Reality fue publicada en el álbum, A Reality Tour, en 2010.[8]

## Otros lanzamientos
- La canción fue publicado como lado B del lanzamiento de sencillo de "John, I'm Only Dancing" el 1 de septiembre de 1972.[9]
- La canción fue publicado como lado B del lanzamiento en Estados Unidos de "The Jean Genie" en noviembre de 1972.[10]
- Fue publicada como un disco ilustrado en la caja recopilatoria Life Time.[11]

## Créditos
Créditos adaptados desde las notas del álbum.
- David Bowie – voz principal, guitarra acústica
- Mick Ronson – guitarra eléctrica
- Trevor Bolder – bajo eléctrico
- Mick Woodmansey – batería

## Versión de Arnold Corns

### Antecedentes
La versión de Arnold Corns de "Hang On to Yourself" – grabada en el Radio Luxembourg, Londres el 25 de febrero de 1971 – fue lanzada por primera vez como lado B del sencillo "Moonage Daydream" en el Reino Unido el 23 de abril de 1971. El 25 de agosto de 1972, fue publicado de nuevo, pero está vez como sencillo de lado A, por B&C.

### Otros lanzamientos
- La canción fue publicado como lado B del lanzamiento de sencillo de "Moonage Daydream" el 23 de abril de 1971.[16]
- La canción fue publicado como sencillo junto con "Man in the Middle" como lado B el 25 de agosto de 1972.[17]
- Está versión de la canción, originalmente publicada como sencillo en el Reino Unido, estuvo disponible en formato digital y CD por primera vez en 2015, en Re:Call 1, como parte de la caja recopilatoria Five Years (1969–1973).[18]

### Lista de canciones
Todas las canciones escritas por David Bowie.
1. "Hang On to Yourself" – 2:52
2. "Man in the Middle" – 4:20

### Créditos
Créditos según Kevin Cann.
- David Bowie – voz principal, piano
- Mark Carr-Pritchard – guitarra eléctrica
- Peter DeSomogyi – bajo eléctrico
- Tim Broadbent – batería, pandereta